# Zákány-őrtilosi dombok
Zákány-őrtilosi dombok este o arie protejată (arie specială de conservare — SAC, sit de importanță comunitară — SCI) din Ungaria întinsă pe o suprafață de 270,94 ha, integral pe uscat.

## Localizare
Centrul sitului Zákány-őrtilosi dombok este situat la coordonatele 46°17′26″N 16°53′50″E / 46.290556°N 16.897222°E.

## Înființare
Situl Zákány-őrtilosi dombok a fost declarat sit de importanță comunitară în mai 2004 pentru a proteja 5 specii de animale. Situl a fost protejat și ca arie specială de conservare în februarie 2010.

## Biodiversitate
Situată în ecoregiunea panonică, aria protejată conține 5 habitate naturale: Păduri ilirice de stejar și carpen (Erythronio-Carpinion), Păduri ilirice de Fagus sylvatica (Aremonio-Fagion), Păduri aluvionare cu Alnus glutinosa și Fraxinus excelsior (Alno-Padion, Alnion incanae, Salicion albae), Lacuri eutrofice naturale cu vegetație de tip Magnopotamion sau Hydrocharition, Păduri pe pante, grohotișuri și ravene de Tilio-Acerion.
La baza desemnării sitului se află mai multe specii protejate:
- amfibieni (1): buhai de baltă cu burta roșie (Bombina bombina)
- mamifere (1): liliac cârn (Barbastella barbastellus)
- nevertebrate (3): croitorul mare al stejarului (Cerambyx cerdo), rădașcă (Lucanus cervus), fluturele purpuriu (Lycaena dispar)

Pe lângă speciile protejate, pe teritoriul sitului au mai fost identificate 3 specii de mamifere, 1 specie de nevertebrate.